# High Notes
High Notes, musikgrupp från Göteborg som 1964 vann den västsvenska finalen i Sveriges Radios twistbandstävling, med Lasse Brandeby på saxofon, Kenneth Kristiansson på bas och Gunnar Karlsson på trummor, Peter Lindahl på gitarr och Staffan Sandin på orgel samt Lizz Carlsson på sång. Bo Olsson (Ståhlsparre) kom senare med på bas och Thomas Gillblad (Sparre) efterträdde Lasse Brandeby på saxofon och klarinett. 
Gruppen låg på Svensktoppen en tid med "Vackra sagor är så korta".

## Diskografi
- 1964 - Come on trade/The "Hep" Canary